# Mont Antenne
Pour les articles homonymes, voir Antenne.
Le mont Antenne est une colline qui se trouve dans le centre de Rome, sur la rive gauche du Tibre. Elle est située au nord de la capitale, et en est l'un des plus importants massifs. Son altitude est d'environ 60 mètres. Elle se trouve sur le territoire du Municipio II de Rome. Le nom identifie également la station météo et le fort situés sur la colline. Elle est entièrement comprise dans le quartier de Flaminio. 

## Toponymie
La colline a pris ce nom depuis l'époque de la Rome antique, qui est dérivée de Antemnae, une ville fondée sur son sommet.

## Histoire
La colline était abandonnée depuis le XVe siècle. C'est seulement en 1884 qu'a été construit sur la colline le Forte Antenne, l'un des quinze forts militaires de Rome. Dans les années soixante, pour favoriser la connexion, on a construit la gare ferroviaire du Mont Antenne. Néanmoins, aujourd'hui, la colline se trouve dans un état d'abandon complet.

## Parcs
- Le parc du Forte-Monte Antenne

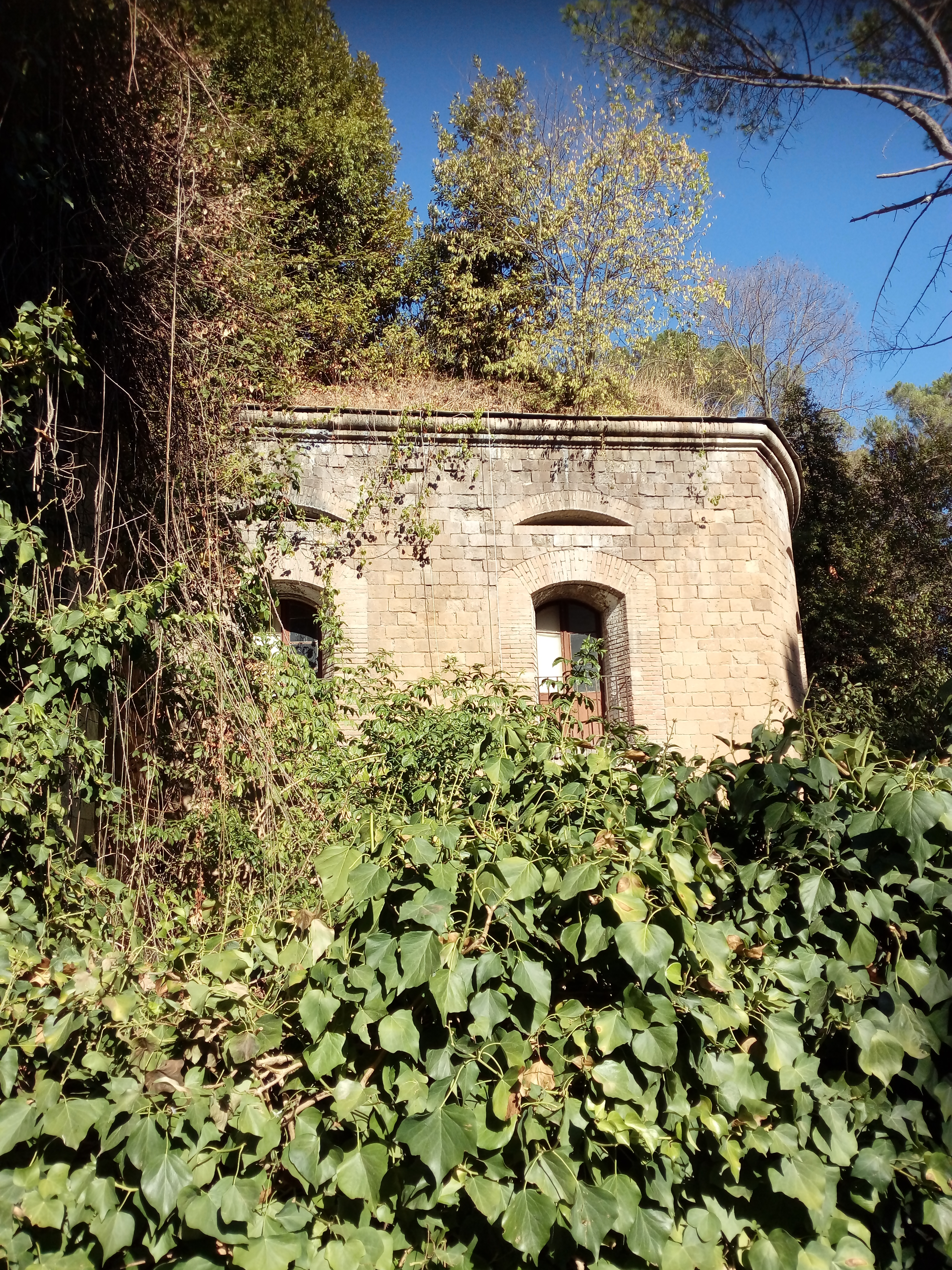
Forte Antenne
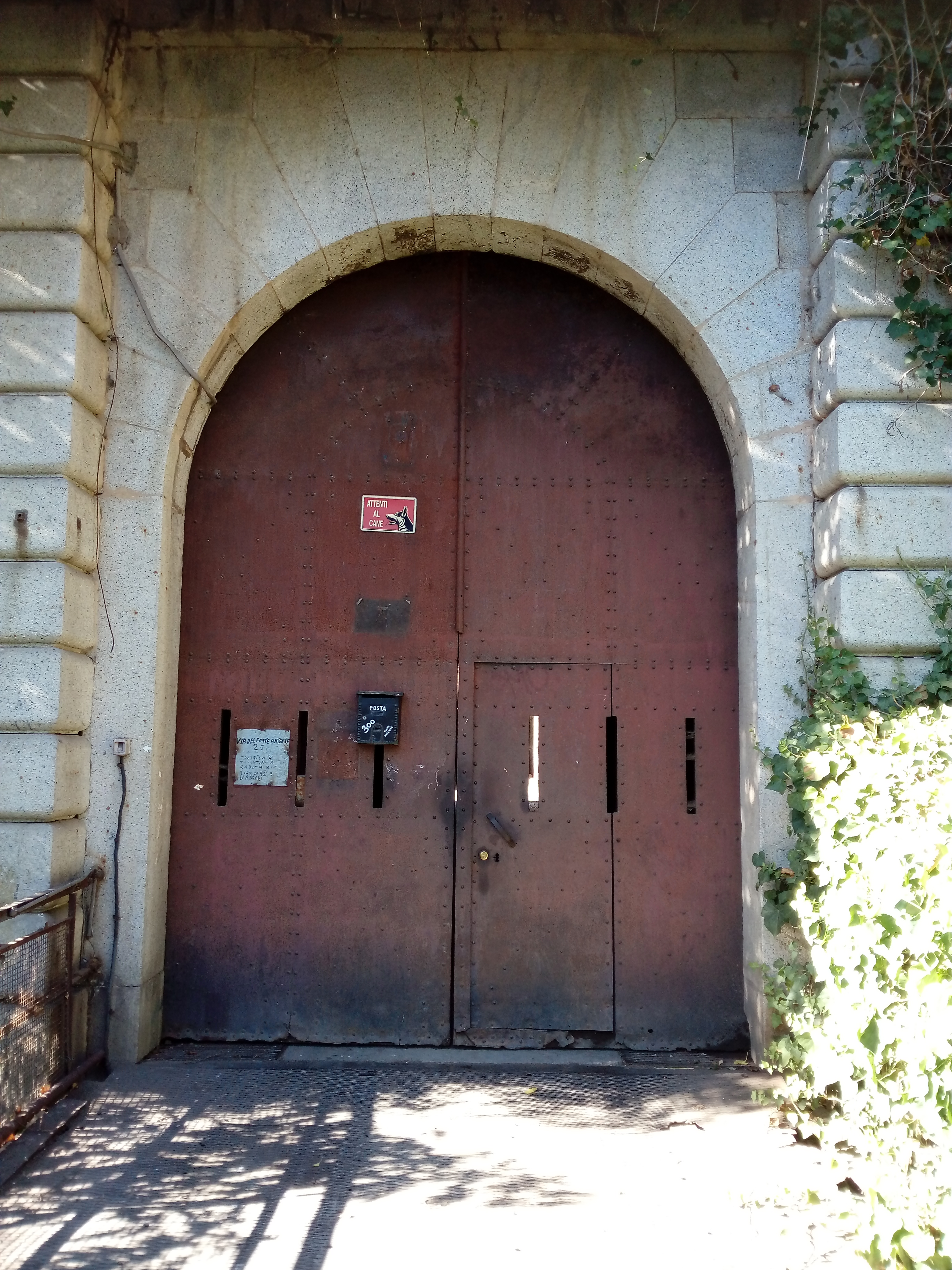
Forte Antenne